# خفاش‌های تیرگی
خفاش‌های تیرگی (نام علمی: Scotonycteris) نام یک سرده از تیره خفاش میوه‌خوار است.